# Космос 60
Космос 60 (също Луна Е-6 № 9) е шестият съветски опит за изстрелване на сонда към Луната, която да осъществи първото меко кацане на повърхността и. Поради проблем с последната степен на ракетата-носител сондата остава на ниска околоземна орбита като изкуствен спътник.

## Полет
Стартът е успешно осъществен на 12 март 1965 г. от космодрума Байконур в Казахска ССР с ракета-носител „Молния“. Първите три степени работят нормално и апарата е изведен до разчетната орбита.
Поради неизправност в четвъртата степен (блок „Л“) станцията остава на околоземна орбита. Пет дни по-късно апаратът изгаря в плътните слоеве на земната атмосфера.